# نهنگ (فیلم ۱۹۷۰)
نهنگ (به بلغاری: Кит) یک فیلم طنز بلغاری است که در سال ۱۹۷۰ منتشر شد.